# 川辺馬車鉄道
川辺馬車鉄道（かわべばしゃてつどう。#読み参照）は、明治時代に存在した尼崎 - 伊丹間の鉄道路線、およびその路線を運行していた鉄道会社。
1891年（明治24年）尼崎 - 伊丹間に開通した関西で最初の馬車鉄道。2年で軽便鉄道の摂津鉄道となり、後に私設鉄道の阪鶴鉄道となり、終に国有化されるなどの変遷の複雑さのためか、資料も少なく謎の馬車鉄道となっており、大阪馬車鉄道などに比較して知名度が低い。福知山線の基となった路線のみならず、阪鶴鉄道が計画していた大阪直通線が箕面有馬電気軌道（現阪急電鉄）の設立根拠となるなど、西摂・北摂地域の鉄道史に一連の流れをつくる基となった鉄道会社である。

## 路線データ
- 路線距離：2里3町43間（約8km）
- 軌間：1067mm
- 停車場（当時の鉄道では駅でなく停車場の名称が一般的）
  - 尼ヶ崎（旧国鉄尼崎港駅。尼崎城内に設置）
  - 大物（旧国鉄金楽寺駅の南およそ700m。阪神大物駅付近）
  - 長洲（旧国鉄神崎駅、現JR尼崎駅との乗り継ぎ駅。神崎駅の西およそ300m）
  - 塚口
  - 伊丹南口（現猪名寺駅の北およそ800m）
  - 伊丹
- 所要：尼ヶ崎（尼崎港） - 伊丹間約1時間10分
- 乗降者：1日500-900人程、最大1日約2500人
- 列車本数：1日9往復
  - 尼ヶ崎始発4：57、尼ヶ崎最終発22：34

## 概要
川辺馬車鉄道は、尼崎と伊丹の伊達尊親（元尼崎藩士、尼崎町初代町長）・梶源左衛門（尼崎紡績社長）・小西壮二郎（小西酒造創業家）ら13名が発起人となり、1887年（明治20年）4月に設立された。この時の計画路線は尼ヶ崎停車場－尼ヶ崎待合所－神崎停車場－上坂部待合所－伊丹待合所－伊丹停車場－北村待合所－小戸停車場、および伊丹停車場－大鹿待合所－小浜待合所－川面停車場で、江戸時代からの街道に沿ってクネクネと曲がっているものだった。軌間も2尺3寸（約700mm）と狭かった。
1888年（明治21年）11月に内閣鉄道局より「川辺馬車鉄道の営業許可につき命令書」が発行される。
1889年（明治22年）2月2日兵庫県知事より「馬車鉄路築造並営業を許可するに付命令書」が発行される。
1889年（明治22年）4月16日「川辺馬車鉄道興行費と線路略図」が提出される。
ところが、川辺馬車鉄道の設立者たちは1889年（明治22年）4月に神崎－伊丹－篠山－福知山－舞鶴間を結ぶ摂丹鉄道の設立を出願した。これは川辺馬車鉄道を延長し、蒸気鉄道に変更する計画であった。摂丹鉄道は同年10月に却下されるが、川辺馬車鉄道は将来の延長・蒸気化による幹線鉄道への脱皮を見越して計画の変更を行っている。まず同年6月に線路を専用路線敷を用いることにし、現在の福知山線塚口駅－伊丹駅間に見られるような直線的な線形に変更した。また「待合所」を取りやめ、すべてを「停車場」とし、全停車場に駅舎を建設することにした。さらに1890年（明治23年）10月に軌間を私設鉄道条例に則って3フィート6インチ(1067mm)に変更した。これらの設備は当時の馬車鉄道としては異例のものだった。
1891年（明治24年）2月に起工、7月24日に大物－長洲間が仮開通し、7月中には尼ヶ崎（後の尼崎港）－大物間も開通する。その後、運行距離を伸ばし、同年9月6日には、郡庁所在地の伊丹まで開通した。官線（東海道本線）との乗換駅となる長洲駅付近では、官線と直角平面交差になっていた。路線計画では、伊丹停車場から2又に分かれ、生瀬、小戸（旧：摂津鉄道の川西池田駅）へと向かう計画線となっていたが、伊丹から先は、川辺馬車鉄道時代には実現していない。
専用軌道で構成された贅沢な馬車鉄道であったため、後の軽便鉄道（摂津鉄道）への変更は容易に行うことができた。尼ヶ崎－大物間では市街地を避けるため尼崎城内に線路が敷設されたが、城内の南西端に設置された尼ヶ崎停車場を出て一度カーブした後は、北東端へ向けて一直線に城内を縦断している。
馬車鉄道は、汽車を走らせるまでの資本力が無くても設立可能なため、川辺馬車鉄道を尼崎や伊丹の地元の名士が設立することとなる。しかし、馬車鉄道では輸送力が小さく、開業当初から輸送需要に応えきれないものとなっていた。貨車も保有し貨物も取り扱っていたが、業績にムラがあり安定した営業となっておらず、馬車鉄道の形態では限界があった。結果、蒸気動力を用いた軽便鉄道としての「摂津鉄道建設願いならびに会社定款」を川辺馬車鉄道の名前で1892年（明治25年）6月30日提出。当時は法律整備がされていないために、川辺馬車鉄道を解散し、別会社として摂津鉄道が設立されることになったのである。摂津鉄道の認可は同年12月27日に得られた。摂津鉄道は軽便鉄道で、軌間が762mmであったため、翌1893年（明治26年）から改軌工事が行われた。同年10月28日より尼ヶ崎駅－賀茂（川西市）間で試運転を行っており、この時点で、川辺馬車鉄道は名実ともに廃止されたと考えられる。摂津鉄道の路線は、川辺馬車鉄道時代の路線計画にあった小戸（川西）まで延長された。川辺馬車鉄道関係者による摂丹鉄道の出願も並行して行っており、そちらは「阪鶴鉄道」への布石となる。

## 輸送・収支実績
| 年       | 乗客（人） | 貨物（駄） | 乗客運賃（円） | 貨物運賃（円） | 雑収入（円） | 総収入金（円） | 営業費（円） | 差引純益（円） | 客車 | 貨車 | 馬匹 |
| -------- | ---------- | ---------- | -------------- | -------------- | ------------ | -------------- | ------------ | -------------- | ---- | ---- | ---- |
| 明治24年 | 117,788    | 3,337      | 3,023          | 99             | 999          | 4,121          | 2,404        | 1,717          | 7    | 8    | 27   |
| 明治25年 | 333,509    | 13,020     | 10,667         | 383            | 263          | 11,313         | 5,870        | 5,443          | 7    | 8    | 22   |

- 兵庫県統計書明治24年.25年

## 読み
かわべばしゃてつどう
川辺馬車鉄道は、川辺郡に存在する会社だからとする。公的な機関で採用する。なお「川辺馬車鉄道興行費と線路略図」の路線計画図には「川辺郡馬車鉄道」と書かれている。
かわのべばしゃてつどう
和久田康雄『私鉄史ハンドブック』『資料・日本の私鉄』にあるが、この読みの根拠は見つかっていない。